# Coupe d'Europe des nations de rugby à XIII 1935-1936
Navigation
Édition précédente Édition suivante
La Coupe d'Europe des nations de rugby à XIII 1936 est la seconde édition de la Coupe d'Europe des nations de rugby à XIII, elle se déroule du 23 novembre 1935 au 16 février 1936, et oppose l'Angleterre, la France et le Pays de Galles.

## Les équipes

### France
| Nom                 | Âge | Matchs (Ptsmarqués) pendant l'édition | Club               |
| ------------------- | --- | ------------------------------------- | ------------------ |
| Antonin Barbazanges | 28  | 1 (0)                                 | Lyon-Villeurbanne  |
| René Barnoud        | 23  | 1 (0)                                 | Lyon-Villeurbanne  |
| Raoul Bonamy        | 29  | 1 (0)                                 | Bordeaux           |
| Louis Brané         | 23  | 2 (0)                                 | Paris              |
| André Bruzy         | 25  | 1 (0)                                 | XIII Catalan       |
| Joseph Carrère      | 31  | 2 (0)                                 | Roanne             |
| Georges Caussarieu  | 29  | 1 (0)                                 | Paris              |
| Roger Claudel       | 24  | 1 (0)                                 | Paris              |
| Etienne Cougnenc    | 23  | 2 (0)                                 | Villeneuve-sur-Lot |
| André Cussac        | 26  | 1 (0)                                 | Côte basque        |
| Marcel Daffis       | 27  | 1 (0)                                 | Villeneuve-sur-Lot |
| Jean Galia          | 30  | 1 (0)                                 | Villeneuve-sur-Lot |
| Joseph Griffard     | 30  | 1 (0)                                 | Lyon-Villeurbanne  |
| Marius Guiral       | 30  | 1 (0)                                 | Villeneuve-sur-Lot |
| Laurent Lambert     | 27  | 1 (0)                                 | Lyon-Villeurbanne  |
| Georges Lavielle    | 29  | 1 (0)                                 | Dax                |
| Henri Mounès        | 28  | 1 (0)                                 | Pau                |
| François Noguères   | 23  | 1 (0)                                 | XIII Catalan       |
| Charles Petit       | 32  | 1 (0)                                 | Lyon-Villeurbanne  |
| Maurice Porra       | 29  | 1 (0)                                 | Villeneuve-sur-Lot |
| Max Rousié          | 23  | 2 (11)                                | Villeneuve-sur-Lot |
| André Rousse        | 24  | 1 (0)                                 | Côte basque        |

## Classement
| Groupe |                |   |   |   |   |    |    |     |
|        | Équipe         | J | V | N | D | PP | PC | Pts |
| 1      | Pays de Galles | 2 | 2 | 0 | 0 | 58 | 21 | 4   |
| 2      | Angleterre     | 2 | 1 | 0 | 1 | 39 | 24 | 2   |
| 3      | France         | 2 | 0 | 0 | 2 | 14 | 66 | 0   |

| 23 novembre 1935 | Pays de Galles | 41 - 7  | France         | Stebonheath Park, Llanelli          |
| 1er février 1936 | Angleterre     | 14 - 17 | Pays de Galles | Old Craven Park, Kingston upon Hull |
| 16 février 1936  | France         | 7 - 25  | Angleterre     | Stade Buffalo, Montrouge            |

## Rencontres

### Pays de Galles - France
(mt : 19 - 5)
Points marqués :
- Pays de Galles : 11 essai de Griffiths (2), Isaac (2), Morley (2), Risman (2), Edwards, Madden, Watkins ; 4 buts de Sullivan (3) et Risman (1).
- France : 1 essai de Rousié ; 2 buts de Rousié.

Évolution du score :
Arbitre : P Cowell
Spectateurs : 21 590
- Pays de Galles : Jim Sullivan (c) - Jack Morley, Dennis Madden, Gus Risman, Alan Edwards - George Bennett (o), Billy Watkins (m) - Con Murphy, Hal Jones, Lew Rees, Iowerth Isaac, Norman Pugh, Ossie Griffiths - Entraîneur :
- France : Henri Mounès - Laurent Lambert, Antonin Barbazanges, Max Rousié (c), André Cussac -  Etienne Cougnenc (o), Joseph Carrère (m) - André Rousse, Georges Lavielle, Marcel Daffis, Louis Brané, Roger Claudel, Raoul Bonamy- Entraîneur : Jean Galia

### France - Angleterre
(mt : 7 - 15)
Points marqués :
- France : 1 essai de Cougnenc ; 1 but de Rousié ; 1 drop de Rousié.
- Angleterre : 5 essais de Hudson (2), Brough, Herbert et McCue ; 5 buts de Hodgson (5).

Évolution du score :
Arbitre :  A. Harding (Manchester)
Spectateurs : 25 000
- France : Marius Guiral - Etienne Cougnenc, Georges Caussarieu, François Noguères, René Barnoud - Max Rousié (o), Joseph Carrère (m) - Charles Petit, Maurice Porra, André Bruzy, Jean Galia (c), Joseph Griffard, Louis Brané - Entraîneur : Jean Galia
- Angleterre : Jim Brough (c) - Barney Hudson, Joe Oliver, Artie Atkinson, Stan Brogden - Ernie Herbert (o), Tommy McCue (m) - Nat Silcock, Tom Armitt, Joe Miller, Martin Hodgson, Jack Arkwright, Harry Beverley - Entraîneur :